# Bethel Island
Bethel Island, anteriormente conocido como Bethell, es un lugar designado por el censo ubicado en el condado de Contra Costa en el estado estadounidense de California. En el año 2000 tenía una población de 2.312 habitantes y una densidad poblacional de 173.8 personas por km².

## Geografía
Bethel Island se encuentra ubicado en las coordenadas 38°00′54″N 121°38′26″O / 38.01500, -121.64056. Según la Oficina del Censo, la ciudad tiene un área total de 13,3 km² (5,1 mi²), de la cual 13,3 km² (5,1 mi²) es tierra y 0 km² (0 mi²) (0%) es agua.

## Demografía
Según la Oficina del Censo en 2000 los ingresos medios por hogar en la localidad eran de $44,569, y los ingresos medios por familia eran $53,929. Los hombres tenían unos ingresos medios de $47,431 frente a los $26,786 para las mujeres. La renta per cápita para la localidad era de $26,739. Alrededor del 8.8% de la población estaban por debajo del umbral de pobreza.